# 利曼内农村居民点
利曼内农村居民点（俄语：Лиманное сельское поселение）是俄罗斯联邦伏尔加格勒州帕拉索夫卡区所属的一个农村居民点。其下辖有3个居民点，行政中心为利曼内。据2016年统计，该农村居民点的人口为968人。